# Раздельный (остров)
Разде́льный — остров архипелага Северная Земля. Административно относится к Таймырскому Долгано-Ненецкому району Красноярского края.

## Расположение
Расположен в 1,65 километрах от восточного побережья острова Комсомолец в группе многочисленных небольших островов, связанных друг с другом и с островом Комсомолец песчаной отмелью. В 500 метрах к северу от Раздельного находится остров Лопастной, в 2,5 километрах к юго-западу — острова Озёрный и Глинистый.

## Описание
Имеет вытянутую неровную форму длиной около 1,8 километра и шириной до 820 метров со множеством небольших мысов и заливов. В южной части острова расположено небольшое бессточное озеро. Существенных возвышенностей нет, максимальная высота острова всего около 4 метров. В западной части острова находится геодезический пункт.

## История
Остров был открыт в 1930-31 годах советской экспедицией Георгия Ушакова и Николая Урванцева и ошибочно принят ими за полуостров Комсомольца. Самую восточную точку острова, считая самой восточной точкой Комсомольца, участники экспедиции назвали мысом Уншлихта, в честь советского политического деятеля Иосифа Уншлихта. Позже мыс получил новое имя — Розы Люксембург, используемое и в наше время. Более поздние картографические работы выяснили, что открытый Ушаковым полуостров является отдельным островом.

## Топографические карты
- Лист карты U-47-XXV,XXVI,XXVII м. Локоть (Северная Земля). Масштаб: 1 : 200 000. Состояние местности на 1956 год.
- Лист карты U-47-XXXI,XXXII,XXXIII бух. Кренкеля. Масштаб: 1 : 200 000. Состояние местности на 1988 год. Издание 1992 г.